# Kobiety rabini i uczone Tory
Kobiety rabini – Żydówki, które studiowały prawo żydowskie i otrzymały ordynację rabinacką. Kobiety rabini są widoczne w postępowych denominacjach żydowskich, jednak temat kobiet rabinów w ortodoksyjnym judaizmie jest bardziej złożony. Chociaż ortodoksyjne kobiety zostały ordynowane na rabinów, wiele głównych ortodoksyjnych wspólnot i instytucji żydowskich nie akceptuje tej zmiany. W ramach alternatywnego podejścia, inne ortodoksyjne instytucje żydowskie szkolą kobiety jako uczone w Torze do różnych ról przywódczych w żydowskiej religii. Role te zazwyczaj obejmują szkolenie kobiet jako autorytetów religijnych w zakresie prawa żydowskiego, ale bez formalnej ordynacji na rabinów, zamiast tego używa się alternatywnych tytułów. Jednak, pomimo tej zmiany w tytule, kobiety te są często postrzegane jako odpowiedniki ordynowanych rabinów.

## Historia

### XIX wiek

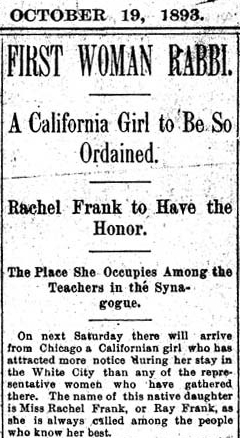
Ray Frank (1893)

Możliwość uzyskania przez kobiety rabinów akceptacji głównego nurtu rozpoczęła się pod koniec XIX w. Artykuł z 1875 r. opisujący inauguracyjną klasę w Hebrew Union College podkreślał, że czternastym studentem przyjętym na kurs była panna Julia Ettlinger (1863–1890), pierwsza kobieta w tej uczelni. Raport spekulował, że Ettlinger mogłaby służyć jako rabin po ukończeniu studiów. Jedną z pierwszych zwolenniczek kształcenia kobiet na rabinów była dziennikarka Mary M. Cohen, która w 1889 roku napisała artykuł w Jewish Exponent, żydowskiej gazecie w Filadelfii, w którym fikcyjne postacie artykułują argumenty za ordynacją kobiet. Podobnie, na Kongresie Kobiet Żydowskich w 1893 r. wezwanie zostało wysunięte przez niektórych mówców, aby kobiety zostały ordynowane na rabinów. W Stanach Zjednoczonych istniał jeden wczesny przykład Żydówki, która bez formalnej ordynacji przyjęła pewne funkcje typowo związane z rabinami kongregacyjnymi. W latach 90. XIX wieku młoda kobieta mieszkająca na amerykańskiej granicy o imieniu Ray Frank przyjęła rolę przywódcy religijnego, wygłaszając kazania, dając publiczne wykłady i czytając Pismo Święte. W amerykańskiej prasie żydowskiej była określana jako kobieta rabin, jednak wydaje się, że unikała ubiegania się o taki tytuł. Frank kontynuowała głoszenie kazań aż do ślubu z Simonem Litmanem w 1899 r.
Innym wczesnym doniesieniem o Żydówce, która wydawała się gotowa zostać rabinem, była Lena Aronsohn z Hot Springs w Arkansas. W 1892 i 1893 roku, Aronsohn podobno wyruszyła, by zostać rabinem. Według jednej z relacji, Aronsohn zaczęła wygłaszać publiczne wykłady dla społeczności żydowskiej w Shreveport w Luizjanie, by zarobić wystarczająco dużo pieniędzy na kontynuowanie szkolenia rabinicznego. W 1897 roku Hannah G. Solomon z Chicago została okrzyknięta pierwszą kobietą rabinem w Ameryce po wygłoszeniu kazania w Sinai Temple. Solomon podała później, że zaproszenie do wystąpienia zostało zaoferowane przez rabina Emila G. Hirscha i że praktyka Hirscha pozwalająca żydowskim kobietom przemawiać z ambony została później przyjęta przez inne kongregacje.

### XX wiek

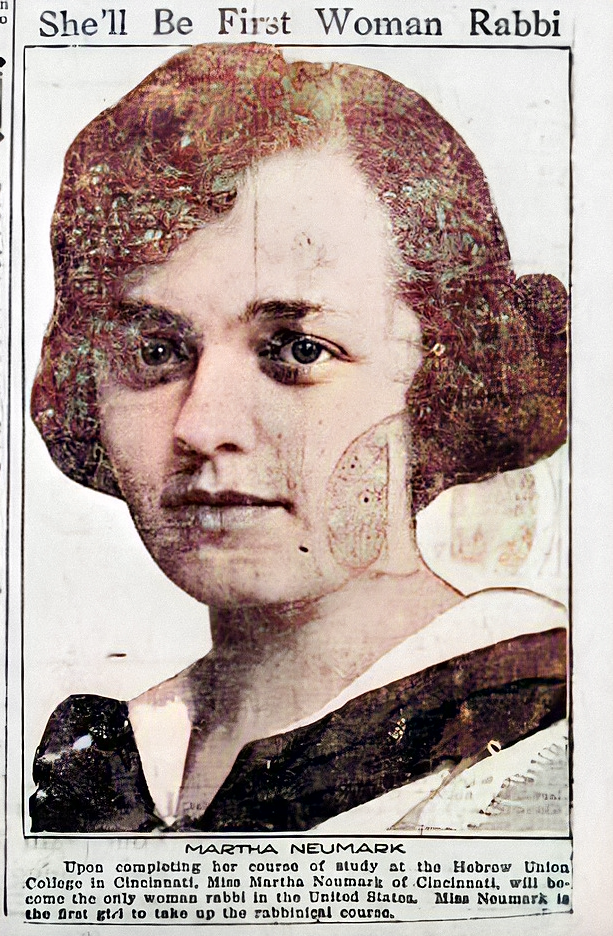
Martha Neumark (1920)

Na przełomie wieków odnotowano co najmniej jeden przypadek młodej Żydówki, która miała przejść szkolenie rabiniczne, nawet jeśli nie miała otrzymać ordynacji. W 1904 r. Narodowa Rada Kobiet Żydowskich w Nowym Jorku ogłosiła, że Henrietta Szold podejmie studia rabinackie, ale po ich ukończeniu nie otrzyma dyplomu. W 1908 r. pani Anna G. Abelson z Akron w Ohio podobno przyjęła rolę rabina pod nieobecność męża. Jej wystąpienie przed puplitem było relacjonowane zarówno w prasie żydowskiej, jak i ogólnej.
Kampania na rzecz ordynowania kobiet rabinów zyskała dużą uwagę opinii publicznej wraz z doniesieniem, że Martha Neumark została zapisana do szkoły rabinicznej Hebrew Union College (HUC). Neumark prowadził też podobno nabożeństwa w kongregacji we Frankfort, Michigan. Jej wstąpienie do programu rabinicznego HUC doprowadziło do rezolucji z 1922 roku Central Conference of American Rabbis (CCAR), która zezwalała na ordynowanie kobiet, jednak w 1923 roku zarząd Hebrew Union College przegłosował zakaz przyjmowania ordynacji przez kobiety. Neumark wycofał się z programu rabinicznego po ukończeniu siedmiu z dziewięciu lat wymaganych do ukończenia programu.
W tym samym czasie, co wejście Neumark do programu rabinicznego, inne amerykańskie Żydówki również rozpoczęły studia do ordynacji rabinackiej, a później odmówiono im formalnej ordynacji lub opuściły program. Należą do nich Helen Hadassah Levinthal, Avis Clamitz, Dora Askowith i Irma Lindheim. W przypadku Helen Levinthal, formalnej ordynacji odmówiono jej po ukończeniu studiów w 1935 r. Według późniejszych badań, w 1939 roku, po formalnym ukończeniu przez Levinthal Jewish Institute of Religion, gdzie ukończyła swoje szkolenie rabiniczne, i po pewnej wewnętrznej debacie wśród wykładowców, rabin dr Stephen S. Wise wręczył Levinthal dwa certyfikaty. Był to standardowy certyfikat w języku angielskim oraz certyfikat w języku hebrajskim, który nadawał jej rabiniczny tytuł musmakhah („wyświęcona kobieta”). W połowie lat dwudziestych Avis Clamitz (żona Charlesa E. Shulmana) zapisała się na program rabiniczny, a później okresowo służyła jako rabin w nieoficjalnym charakterze dla małych kongregacji w Wirginii. Dora Askowith, urodzona w Kowno i absolwentka Barnard College oraz Columbia University, była wykładowcą w Hunter College od 1912 do 1957 roku. W latach dwudziestych Askowith zapisała się na program studiów rabinicznych. Irma Lindheim, krajowa przewodnicząca Hadassah Women’s Zionist Organization of America była podobno zapisana jako kandydatka do ordynacji rabinackiej.
Oprócz ordynacji kobiet na rabinów, w ortodoksyjnym judaizmie rozwinęło się inne podejście. Niektóre ortodoksyjne instytucje przyjęły kobiety do służby jako „doradcy prawa żydowskiego” (Yoatzot Halakha). To rozróżnienie pomiędzy kobietami rabinami ordynowanymi do orzekania w sprawach prawa żydowskiego a kobietami jako uczonymi w Torze, które mogą udzielać instrukcji w zakresie prawa żydowskiego, znajduje się w żydowskich dziełach prawnych. Jednak pomimo tej zmiany w tytule, kobiety te są często postrzegane jako równoważne ordnowanym rabinom.
W tym czasie w Niemczech Hochschule für die Wissenschaft des Judentums, rabiniczne seminarium niemieckich Żydów, zaczęło przyjmować kobiety na studia wyższe bez możliwości uzyskania ordynacji. Pierwszą kobietą, która ukończyła seminarium, była Ellen Littmann (1909–1975), która później wykładała biblistykę w Leo Baeck College w Londynie.
Tymczasem w Anglii był jeden godny uwagi przypadek Żydówki, która otrzymała formalnie nominację na stanowisko w synagodze. W 1928 roku Lily Montagu, liderka w ramach judaizmu liberalnego w Anglii, została świeckim pastorem West Central Liberal Jewish Congregation.
W 1935 roku pierwszą formalnie ordynowaną kobietą rabinem była Regina Jonas z Berlina. Jonas została później zamordowana przez nazistów podczas Holokaustu, a jej istnienie było w większości nieznane w dekadach po II wojnie światowej.
W kolejnych dekadach w ramach reformowanego judaizmu miały miejsce kampanie prowadzone przez kobiety na rzecz uznania kobiet rabinów. Kampanie te zbiegły się również z wpływem feminizmu drugiej fali na zachodnie społeczeństwo. Kulminacją tych starań była ordynacja w 1972 roku Sally Priesand w Hebrew Union College, sztandarowej instytucji reformowany judaizm. Następnie kobiety-rabini zostały ordynowane przez wszystkie inne gałęzie judaizmu progresywnego. Formalne ordynacje kobiet na rabinów w ortodoksyjnym judaizmie rozpoczęły się w latach dwutysięcznych, jednak ich akceptacja w obrębie ortodoksji jest wciąż kwestią wysoce sporną. Niemniej jednak, na początku lat 20. XXI wieku, Państwo Izrael zatwierdziło ustawodawstwo pozwalające wszystkim żydowskim kobietom zakwalifikować się do państwowych egzaminów rabinicznych, efektywnie dając ortodoksyjnym kobietom uprawnienia równoważne z tymi, które posiadają męscy rabini, jednakże zastosowania tego uprawnienia są ograniczone do pewnych ról rabinicznych.

## Telewizja i film
Kobiety rabini pojawiają się w różnych programach telewizyjnych, w tym:
- Transrodzic (2014–2017) – w serialu i późniejszym filmie z 2019 roku Kathryn Hahn gra rolę rabinki Raquel Fein. Praca Fein, taka jak pisanie kazania na Paschę podczas spaceru w lesie, odnosi się do doświadczeń prawdziwych kobiet rabinów[53].

Do filmów dokumentalnych o kobietach rabinach należą:
- My Rabbi (2005) – wyreżyserowany przez Lesliego Krongolda film śledzi sześć kobiet rabinów poprzez ich osobiste zmagania i triumfy[54][55].
- Regina: The First Woman Rabbi (2013) – wyreżyserowany przez Dianę Groó, otrzymał kilka nagród Jewish Film Festival za kreację Reginy Jonas, granej przez Rachel Weisz[56][57].
- Kol Ishah: The Rabbi Is a Woman (2014) – w reżyserii Hannah Heer. W filmie występują rabinka Chava Koster, pierwsza kobieta z Holandii, która otrzymała ordynację rabinacką, oraz urodzona w Niemczech rabinka Elisa Klapheck, która była pierwszą kobietą rabinem służącą w Holandii[58].